# Selbstgefährdendes Verhalten
Unter selbstgefährdendem Verhalten versteht man Handlungen, die bewusst oder unbewusst eine Schädigung der eigenen Gesundheit verursachen könnten. Diese Schädigung kann sowohl physisch als auch psychisch sein.

## Bewusste Selbstgefährdung
In der Absicht, sich selbst zu schädigen oder das Risiko einer Schädigung auf sich zu nehmen, führt man eine Handlung aus.
Eine bewusste Selbstgefährdung kann z. B. selbstverletzendes Verhalten sein.

## Unbewusste Selbstgefährdung
Führt man eine Handlung durch, die selbstschädigend ist, ohne sich schädigen oder in Gefahr bringen zu wollen, spricht man von einer unbewussten Selbstgefährdung oder einer Fahrlässigkeit.
So kann z. B. aggressives Autofahren eine unbewusste Selbstgefährdung darstellen.

## Krankheiten mit selbstgefährdenden Symptomen
Das Tourette-Syndrom kann sich in einer selbstgefährdenden Handlung wie Herumspringen oder Kopf gegen die Wand stoßen äußern.
Die Borderline-Persönlichkeitsstörung weist als Symptome die Selbstverletzung und den Konsum von Drogen, Alkohol und nicht verschriebenen Medikamenten auf.

## Juristische Abgrenzung der straflosen Selbstgefährdung von strafbarer Fremdeinwirkung
Wenn das Opfer eine durch einen Dritten geschaffene Gefahr bewusst eingeht und nichts tut, um sich selbst zu schützen (z. B. ist der Beifahrer bei einem illegalen Autorennen nicht angeschnallt und wird bei einem Unfall getötet), wird das als einverständliche Fremdgefährdung bezeichnet. Gefährdet sich hingegen das Opfer durch seine eigene Handlung selbst und kommt dadurch zu Schaden, etwa durch die Einnahme von Drogen, spricht man von eigenverantwortlicher Selbstgefährdung. In beiden Fällen entfällt die objektive Zurechnung des Geschehensablaufs und seiner Folgen. Der Fahrer bzw. der Drogenverkäufer begehen keine strafbare Tötungshandlung. Anders dagegen, wenn der Fahrer oder der Dealer kraft überlegenen Sachwissens die Tatherrschaft innehaben, etwa weil der Beifahrer minderjährig und nicht einsichtsfähig ist oder sich der Drogenkonsument wegen einer krankhaften seelischen Störung für den Verkäufer erkennbar im Zustand der Schuldunfähigkeit befindet.